# 盖奥拉
盖奥拉（Gheora），是印度德里North West县的一个城镇。总人口5920（2001年）。

## 人口
该地2001年总人口5920人，其中男性3490人，女性2430人；0—6岁人口770人，其中男453人，女317人；识字率69.27%，其中男性为75.30%，女性为60.62%。